# Werturteilsstreit
Als Werturteilsstreit wird in der deutschen Soziologie und Nationalökonomie ein Methodenstreit um die Frage, ob die Sozialwissenschaften normativ verbindliche Aussagen über die von der Politik zu ergreifenden Maßnahmen treffen sollen bzw. ob politische Handlungen wissenschaftlich gerechtfertigt werden können, bezeichnet.
Der Streit wurde in den Jahren vor dem Ersten Weltkrieg vor allem zwischen den Mitgliedern des Vereins für Socialpolitik geführt. Hauptkontrahenten waren Max Weber, Werner Sombart und Gustav Schmoller. 1909 motivierte er stark die Gründung der Deutschen Gesellschaft für Soziologie.
Als „Zweiter Werturteilsstreit“ wird manchmal die Debatte zwischen den Vertretern der Kritischen Theorie und des Kritischen Rationalismus während der 1960er Jahre bezeichnet; besser bekannt unter der Bezeichnung Positivismusstreit.

## Die Ausgangslage
Im Werturteilsstreit, vor allem in den Jahren vor dem Beginn des Ersten Weltkrieges ausgetragen, ging es um ethische Grundfragen und damit (auch) um das Verhältnis von Wissenschaft zur Politik. Im engeren Sinne ging es hierbei um das Feld der Sozialpolitik. Hierzu war die Frage aufgeworfen worden, was objektive Wissenschaft für die Politik zu leisten vermöge, ob sie hierfür allgemein verbindliche Werte, Werturteile oder „Sollens“-Sätze aufstellen könne.
Es standen sich hierbei im Verein für Socialpolitik zwei Gruppen gegenüber. Einerseits vertraten jüngere Wissenschaftler, vor allem Max Weber und Werner Sombart, den Standpunkt, Wissenschaft könne aus sich heraus zu keinerlei Werturteil führen und Forschung müsse daher von wertender Betrachtung jederzeit streng getrennt werden. Ihnen traten die Kathedersozialisten gegenüber, für welche die wissenschaftliche Betätigung auch die Stellungnahme zu gesellschaftspolitischen Problemen umfasste, wie etwa die zur sozialen Frage.
Die Auseinandersetzungen über diese Fragen hatten aber bereits etwa 20 Jahre früher begonnen. Dies wird z. B. in einem Artikel von Lujo Brentano von 1896 dokumentiert. 15 Jahre später hatte dann der liberal gesinnte Autor und Gründungsmitglied des Vereins für Socialpolitik diesen Aufsatz mit einer neuen Vorbemerkung im Archiv für Sozialwissenschaft und Sozialpolitik unter dem Titel „Ueber Werturteile in der Volkswirtschaftslehre“ noch einmal veröffentlicht, nachdem der Werturteilsstreit bei den deutschsprachigen Sozialwissenschaftlern in ganzer Schärfe entbrannt war.

### Die Kathedersozialisten
Die Bezeichnung Kathedersozialismus ist polemischen Ursprungs; damit wurde eine Gruppe von Hochschullehrern gekennzeichnet, die tatsächlich dem Sozialismus weitgehend ablehnend gegenüberstanden. Gustav Schmoller etwa, einer der führenden Denker dieser Richtung, sah in der von ihm geforderten Sozialpolitik die einzige Möglichkeit, einer Revolution vorzubeugen. Eine Revolution müsse, seiner Auffassung zufolge, notwendig aus einem Ungleichgewicht der verschiedenen gesellschaftlichen Klassen heraus entstehen; nur ein Gleichgewicht der im Staat am Produktionsprozess beteiligten Gruppen könne gesellschaftliche Stabilität sichern. Maßstab für dieses Gleichgewicht sei hierbei ausschließlich die Eigentumsverteilung, wobei aber keineswegs Gleichheit – Schmoller war von der „natürlichen Ungleichheit“ der Menschen überzeugt –, sondern „Gerechtigkeit“ angestrebt werden sollte. Das entscheidende Mittel zum Erreichen sozialer Gerechtigkeit aber und zur Verwirklichung des Gleichgewichts der Klassen sah Schmoller eben in einer umfassenden staatlichen Sozialpolitik. Lindenlaub unterscheidet im „Kathedersozialismus“ von dieser „konservativen“, vor allem auf Ausgleich der Klassen bedachten und letztlich auf das Staatswohl zielenden Richtung etwa Schmollers die „liberale“, die demgegenüber das Einzelrecht und die Freiheit des Individuums betonte. Auch diese Gruppe verzichtete jedoch nicht darauf, im Staat den wesentlichen Träger sozialer Maßnahmen zu sehen.

### Die Sozialpolitik im deutschen Kaiserreich
Der Verein für Socialpolitik, in dessen Rahmen sich der hier besprochene Werturteilsstreit im Wesentlichen abspielte, wurde 1873 „als ein Kreis von Männern gegründet […], die erkannt hatten, daß die Gesellschaft mit Hilfe der sozialen Reform auf friedlichem Wege umgebildet werden müsse, wolle sie der Revolution entgehen“. Tatsächlich begann Bismarck ab 1878, sozialpolitische Ziele zu verfolgen, und er sah in ihnen, parallel zur Auffassung des Vereins für Socialpolitik, in erster Linie ein Vehikel nationaler Integrationspolitik. Etwa wollte er „die durch Napoleon III. für Frankreich in Gang gesetzten staatlichen Arbeiterrentenkassen für Deutschland übernehmen und auf diese Weise eine konservative Pensionärs- und Rentnergesinnung bei den Arbeitern erzeugen. Konnte der Arbeiter, solchermaßen versorgt, noch gegen seinen Wohltäter aufstehen?“ Hans-Ulrich Wehler – er überschreibt ein diesbezügliches Kapitel mit „Sozialversicherung statt Sozialreform“ – vertritt die Auffassung, die Bismarcksche Sozialpolitik habe den gesellschaftlichen Umbau geradezu verhindern wollen.
Nach dem Ende von Bismarcks Regierungszeit 1890 wurde die Sozialpolitik von seinen Nachfolgern fortgesetzt, mit spürbaren Auswirkungen, und „an die Stelle des prinzipiellen Mißtrauens zwischen Staat und Arbeiterschaft trat erstmals eine neue Form der Partnerschaft“. Nach wie vor war Sozialpolitik ein „Element deutscher Staatsräson“, vielleicht – hier schwanken die Beurteilungen – nicht mehr so ausschließlich wie zuvor, sicherlich zu gutem Teil aber immer noch im Hinblick auf ein übergeordnetes Interesse der Schwächung der Arbeiterbewegung. Dieses Ziel erreichte sie nach 1890, wie sich etwa an der Entwicklung der Sozialdemokratie ablesen lässt, offenbar besser als vorher.

## Das Werturteil in der Wissenschaft
Als im Jahr 1909 der eigentliche Werturteilsstreit begann, hatte sich die sozialpolitische Situation in Deutschland gegenüber der Gründungszeit des Vereins für Socialpolitik also stark verändert. Möglicherweise hat der Verein diese Veränderung bis zu einem gewissen Grad mitverursacht; Tatsache ist, dass er eine Einflussnahme auf die Politik überhaupt in größerem Maße anstrebte, sowie, dass er seine Wirksamkeit durch oftmals widersprechende Forderungen, die einzelne seiner Mitglieder an die Politik stellten, selbst behinderte.

### Die Ausgangsposition Schmollers
Die Forderung nach Freiheit der Wissenschaft von Wertung ist nicht erst bei Max Weber und Werner Sombart zu finden. Bereits Schmoller hatte sich 1893 in diesem Sinne geäußert.

„Wer die Freiheit, oder die Gerechtigkeit, oder die Gleichheit […] als isoliertes oberstes Prinzip hinstellt, aus dem man mit unerbittlicher strenger Logik das richtige Handeln deduktiv ableiten könne, der verkennt gänzlich die wahre Natur dieser ethischen Postulate; sie sind Leitsterne und Zielpunkte, […] die in richtiger Kombination das gute Handeln vorschreiben, […] die aber nicht empirische Wahrheiten darstellen, aus denen man syllogistisch weiter schließen könnte.“

Wissenschaft könne die „unumstößliche Wahrheit“ umso mehr erreichen, je mehr sie darauf verzichte, ein Sollen zu lehren; zwar sei das „letzte Ziel aller Erkenntnis“ ein praktisches, aber ein Sollen gehe immer nur aus dem „Zusammenhang des Ganzen“ hervor.

### WebersObjektivitäts-Aufsatz
Bereits 1904 formulierte Max Weber seinen Standpunkt in aller Schärfe. Es könne „niemals Aufgabe einer Erfahrungswissenschaft sein […], bindende Normen und Ideale zu ermitteln, um daraus für die Praxis Rezepte ableiten zu können.“ „Die Schaffung eines praktischen Generalnenners für unsere [gesellschaftlichen bzw. politischen] Probleme in Gestalt allgemein gültiger letzter Ideale […] wäre als solche nicht nur etwa praktisch unlösbar, sondern in sich widersinnig.“
Aber auch wenn Werte nicht Ergebnis von empirischer Wissenschaft sein könnten, so seien sie ihr doch als Forschungsgegenstand zugänglich. Auf diesem Wege werde Sozialwissenschaft doch wieder praxisrelevant. Die Trennung zwischen „Zwecken“ (d. h. Werten) und „Mitteln“, um diese Zwecke zu erreichen, gehöre zum logischen Besteck der empirischen Sozialwissenschaft. Diese könne:
- die Angemessenheit eines Mittels bei gegebenem Zweck beurteilen,
- eine Zwecksetzung in bestimmter historischer Situation als sinnvoll oder sinnlos (offenbar heißt das erreichbar oder unerreichbar) beurteilen,
- weitere Folgen der angewendeten Mittel zeigen und so das Material zur Abwägung bereitstellen (die Entscheidung zugunsten der einen oder der anderen Folgewirkung ist aber eine Wertfrage und der empirischen Wissenschaft logisch unzugänglich),
- die innere Widerspruchslosigkeit der Zwecke prüfen,
- die vorgegebenen Zwecke auf heimlich zugrundeliegende „letzte“ Zwecke zurückführen.[18]

Aber auch sonst spielten Werte in der Wissenschaft eine bedeutende Rolle: Schon die Auswahl des Forschungsgegenstandes beruhe auf Werten – nämlich dem Forschungsinteresse –, die der Forscher an seinen Gegenstand herantrage. Wenn Webers Position später, vor allem während des sogenannten Positivismusstreites, als die einer „wertfreien“ Wissenschaft bezeichnet wurde, beruht das auf einem Missverständnis, das möglicherweise durch den zu einseitig formulierten Titel von Webers zweitem Aufsatz (Der Sinn der „Wertfreiheit“ usw.) befördert worden ist: Webers Behauptung ist nur die, dass die Gültigkeit von Werten nicht wissenschaftlich beweisbar ist; im Übrigen sieht er Werte auf vielfache Weise in die Arbeit des Wissenschaftlers eingreifen.
Die logische Trennung zwischen Zweck und Mittel läuft nach Weber auf eine funktionale, personelle Trennung hinaus: Um die einem Zweck angemessenen Mittel zu finden, wird ein Fachmann, ein Wissenschaftler benötigt; die Entscheidung über die Zwecke dagegen ist Politik. Er war durchaus nicht der Ansicht, dass ein Wissenschaftler sich von dieser fernhalten solle; er selbst mischte sich in die Politik seiner Zeit ein. Freilich könne der Wissenschaftler seine politischen Werte nicht als „Wissenschaftler“ vertreten; im Moment der Wertung wechsle er seine Funktion in der Gesellschaft und werde zum „Politiker“.
Die Wege, auf denen Politik und empirische Wissenschaft zu ihren Ergebnissen und Entscheidungen kommen, haben bei Weber also grundsätzlich verschiedene Struktur; empirischer Wissenschaft kann, so könnte man Weber vielleicht umformulieren, die methodisch saubere Umformung von Aussagen in andere Aussagen gelingen, nicht aber die von Aussagen in Imperative. Dass es sich um eine strukturelle Grenze der Erfahrungswissenschaft handelt und das Herauslassen von Werten aus der Wissenschaft nicht selbst wiederum eine Wertfrage ist, zeigt der in der Debatte von 1909 verwendete Begriff „Erschleichung“: mit wissenschaftlichen Mitteln Werte herausfinden zu wollen, beruht nicht einfach auf einer anderen Auffassung von der gesellschaftlichen Funktion des Wissenschaftlers, sondern ist methodisch unseriös.

### Die Debatte von 1909

#### Werner Sombart und Max Weber
Sowohl das Verhältnis von reiner Wissenschaft zu praktischer politischer Forderung als auch die Willkürlichkeit der aus Wissenschaft abgeleiteten Sollenssätze spielen eine wichtige Rolle in dem die eigentliche Diskussion auslösenden mündlichen Beitrag Sombarts in einer Debatte des Vereins für Socialpolitik vom 29. September 1909. Anlass für die Ausführungen Sombarts war ein Referat von Eugen von Philippovich: „Die Volkswirtschaft als Mittel, den Volkswohlstand zu erreichen oder, wenn wir diese Fähigkeit als Produktivität bezeichnen, die Produktivität der Volkswirtschaft ist das eigentliche Objekt unserer Wissenschaft.“ Gegen diese „überall ethisch durchtränkte“ Gleichsetzung von Produktivität und einem nicht näher erläuterten Volkswohlstand wandte sich Sombart: „Bedeutet der Bau einer Kirche die Förderung des Wohlstandes? Der gläubige Mann wird natürlich sagen: Gewiß, das gehört dazu, […] und der Atheist wird sagen: Es ist eine Schande, daß schon wieder eine Kirche gebaut wird, das Geld für so unproduktive Ausgaben zu verzetteln […] Es geht alles in die subjektive Wertung hinein und die subjektive Wertung entzieht sich der objektiven Feststellung […].“ (Verhandlungen S. 568)
Wissenschaft könne nach Sombart nur feststellen, welche praktischen Auswirkungen unter welchen praktischen Voraussetzungen eintreten können, und auf diese Weise zu unbezweifelbaren Ergebnissen gelangen, keineswegs aber praktische Forderungen oder Normen aufstellen. Die Reduktion darauf, „festzustellen und objektiv zu beweisen, daß etwas ist“, sei Voraussetzung für eine „objektive Verständigung über irgend etwas, was ist“, und das Bedürfnis nach einer solchen Verständigung sei umso größer, als eine „zunehmende Persönlichkeits- und Wertedifferenzierung“ die bloße Feststellung des objektiv Existierenden als letzten Einigungspunkt übriglasse. Darüber hinaus seien die einer wissenschaftlichen Untersuchung stillschweigend oder unterschwellig zugrunde gelegten subjektiven Wertungen dafür verantwortlich, dass die schließlich erlangten Forderungen an die Praxis sich bei verschiedenen Wissenschaftlern oft völlig voneinander unterschieden; diese offenbare (wiewohl wissenschaftlich verbrämte) Willkür sei dafür verantwortlich, dass die Wissenschaft nicht nur an „Renommee“, sondern auch an Wirkung auf die Praxis verliere.
In seinem ersten Beitrag zu dieser Debatte ging Max Weber zunächst auf den ihm unmittelbar vorausgehenden Beitrag von Robert Liefmann ein. Dieser hatte behauptet, mit den Ausführungen Sombarts über Werturteile vollkommen übereinzustimmen, dann aber die Begriffe „Wohlstand“ und „Produktivität“ in einer Weise benutzt, dass Weber ihm vorwarf, es seien ausschließlich Unternehmerinteressen, die hier zugrunde gelegt würden. Im weiteren Verlauf referierte Weber einige Thesen aus seinem Objektivitäts-Aufsatz von 1904 (auf den sich auch Sombart implizit bezogen hatte). Daraufhin sprach Weber noch unter dem Gesichtspunkt der darinsteckenden subjektiven Wertungen über den Produktivitätsbegriff und empfahl, ihn „in den Orkus zu werfen“.

#### Rudolf Goldscheid
Den bestimmtesten Widerspruch der Debatte erfuhren Sombart und Weber durch Rudolf Goldscheid. Goldscheid bestand – wie auch Sombart und Weber – auf einer strikten Trennung von wertfreier und wertender Betrachtung, erklärte aber eine „normative Ökonomie“ für sinnvoll und notwendig. Tatsächlich sei eine wertfreie Ökonomie gar nicht möglich, und bevor sich das Seinsollende „durch eine Hintertüre“ wieder einschleichen könne, müsse man die Wertvoraussetzungen kennenlernen, an denen man sich orientiere. Es wird nicht völlig klar, in welcher Form Goldscheid Werte für die Wissenschaft relevant werden sah; offenbar handelt es sich seiner Meinung nach bei ihnen nicht nur um Voraussetzungen, sondern auch um Ergebnisse der Forschung, wie aus den Formulierungen „normative Ökonomie“ und „zu differenzierten Idealen können wir aber nur gelangen, wenn […]“ hervorgeht. Darüber hinaus führte Goldscheid aus, dass bereits die Auswahl der wissenschaftlichen Themen auf Werten beruhe, dass also „allgemeine Wertvoraussetzungen“ nötig seien, um der „Unendlichkeit der Probleme“ Herr zu werden.
In seinem die Debatte abschließenden zweiten Beitrag wies Max Weber darauf hin, dass er dieses letztere schon seit längerer Zeit vertreten habe, lehnte jedoch die übrigen Ausführungen Goldscheids über das Problem der Werte ab, ohne allerdings über das bereits Gesagte hinauszugehen.
Der Werturteilsstreit brachte in den folgenden Jahren eine Fülle von Veröffentlichungen hervor. Unter anderem befasste sich damit auch der Ausschuss des Vereins für Socialpolitik, der die Aufgabe hatte, die Auswahl der der Generalversammlung vorzulegenden Probleme zu diskutieren. Die Sitzung ist nicht protokolliert, die schriftlichen Stellungnahmen wurden jedoch 1913 als Manuskript veröffentlicht. In diesem befindet sich die Urfassung von Max Webers 1918 gedrucktem Wertfreiheits-Aufsatz (S. 83–120). Eine Wiederveröffentlichung der Beiträge erfolgte 1996.

### Die Antwort eines Kathedersozialisten: Gustav Schmoller
In seinem Objektivitäts-Aufsatz von 1904 hatte Max Weber sich gegen eine wissenschaftliche Begründbarkeit der Maxime vom Ausgleich der Parteien gewandt: „Die ‚mittlere Linie‘ ist um kein Haarbreit mehr wissenschaftliche Wahrheit als die extremsten Parteiideale von rechts oder links“. Dies, wie überhaupt die Forderung nach Wertfreiheit der Wissenschaft, stellte einen faktischen Angriff auf den Standpunkt des Kathedersozialismus dar, indem „die Forderung nach Ausgleich der Klassen logisch auf die gleiche Stufe wie Klassen- und Parteiinteressenstandpunkte“ gestellt wurde. Offenbar darauf ist die Revision zurückzuführen, der Schmoller im Jahr 1911 seine Ansichten über Wertfreiheit von 1893 unterzog. In den Zusätzen zu seiner Schrift von 1893 schrieb er, die Ethik werde 
„mehr und mehr auch zu einer Erfahrungswissenschaft“, es gebe „neben den subjektiven objektive Werturteile“. „Wer an den zunehmenden Sieg objektiver Urteile über die einseitigen, sittlichen und politischen Ideale in der Wissenschaft und im Leben glaubt, wird nicht so verächtlich, wie er [d. i. Max Weber], von ihrem Hineinragen in die Wissenschaft denken“. „[…] wir werden behaupten können, je höher die sittliche und intellektuelle Bildung eines Volkes überhaupt stehe, desto eher werde es möglich, daß die Parteien und Klassen sich nähern, so sehr der Tagesstreit sie immer wieder trennt“. 
Als das objektive Gute, das sich im historischen Prozess immer weiter ausbildet, erscheint hier also wieder das Gemeinwohl, das auch vorher für Schmoller die Forderung nach Parteien- und Klassenausgleich schon begründet hatte. Im Grunde ist somit das Aufstellen von sittlichen Normen nicht mehr Aufgabe der Wissenschaft, da, was als Lehrsatz am Schluss herauskommen muss, durch Schmoller ja bereits festgelegt ist. Allenfalls kann Wissenschaft, indem sie das objektive Gute voraussetzt, zu einzelnen praktischen Forderungen gelangen, die der Realisierung der Voraussetzung dienen sollen – doch ist dieses Verfahren unter dem Stichwort Erschleichung schon kommentiert worden. – In seinem Wertfreiheits-Aufsatz hat Max Weber diesen Standpunkt Schmollers scharf kritisiert: keineswegs dürfe man sich „bei irgendeiner […] durch Konvention geschaffenen faktischen Selbstverständlichkeit gewisser noch so weit verbreiteter praktischer Stellungnahmen wissenschaftlich beruhigen“.

## Nachwirkungen
1959 schrieb Christian von Ferber: „Im Gegensatz zu dem resignierenden Eindruck Max Webers herrscht […] [inzwischen] die Ansicht vor, die sogar von namhaften Vertretern einer 'wertenden' Nationalökonomie vorgetragen wird, dass der von Max Weber entwickelte Standpunkt sich in seinen Argumenten als der stärkere erwiesen hat“. Ob Ferbers Stellungnahme bedeutet, dass der intellektuelle Anspruch Max Webers in der gegenwärtigen Wirtschaftswissenschaft tatsächlich eingelöst wird, muss hier dahingestellt bleiben. Die in den beiden grundlegenden Aufsätzen von Max Weber vorgestellten Thesen beschäftigen die Methodendiskussion der Wirtschafts- und Sozialwissenschaften jedoch immer wieder; dass sie zur Grundlegung der modernen Gesellschaftswissenschaft gehören, ist ein heute allgemein geteilter Konsens.